# Vasile Grecu
Vasile Grecu (n. 31 iulie 1885, Mitocu Dragomirnei, Ducatul Bucovinei, Austro-Ungaria – d. 27 mai 1972, București) a fost un filolog și bizantinolog român.

## Biografie
A urmat studiile secundare la Cernăuți, iar cele superioare, de filologie clasică, la Viena (1905-1907) și Cernăuți (1907-1909). Își ia doctoratul, în 1919, cu teza Fauna și flora în sistemul filosofic al lui Platon. A devenit profesor la Catedra de Studii Sud-Est Europene a Universității din Cernăuți. În 1938 a fost chemat la Universitatea din București, ca succesor al lui Demostene Russo la Catedra de Bizantinologie. El va deveni și colaborator al sectorului de istorie a dreptului de la Institutul de Istorie al Academiei Române, membru corespondent al acesteia din 1936, redactor al publicației Codrul Cosminului, iar spre sfârșitul vieții sale a fost ales vicepreședinte de onoare al Asociației Internaționale de Studii Bizantine (1971).

## Aprecieri postume
În semn de omagiu la adresa personalității sale, o stradă din orașul Suceava poartă numele „Acad. Vasile Grecu”.

## Opera
- A scris studii privitoare la istoria și literatura Bizanțului, la influența exercitată de cultura bizantină asupra celei române.
- A editat Cărți de pictură bisericească bizantină (1936), Omiliile patriarhului Ian XIV Calecas (1334-1347), Din domnia lui Mahomed al II-lea (1451-1467).
- A întocmit edițiile critice ale operelor unor cronicari bizantini (Doukas, Critobal din Imbros, Georgios Sphrantez, Constantin Porfirogenetul).
- A publicat o ediție a versiunii grecești a Vieții lui Nifon și a Învățăturilor lui Neagoe, domnul Țării Românești, însoțită de o traducere în limba română (1942).
- A realizat ediții critice ale vechilor legiuiri românești: Legiuirea Caragea, 1818 (1956); Pravilniceasca condică, 1780 (1957); Codul Calimachi, 1817 (1958).
- A tipărit Cartea de învățătură a diaconului Coresi din 1581.

## Afilieri
- Membru corespondent al Academiei Române (din 1936)
- Președinte al Societății de Studii Bizantine (din 1963)
- Vicepreședinte de onoare al Asociației Internaționale de Studii Bizantine (din 1971)